# Il y a encore des noisetiers
Il y a encore des noisetiers est un roman de Georges Simenon, daté du 13 octobre 1968 à Epalinges (canton de Vaud), et publié en 1969.

## Résumé
Le banquier Perret-Latour vit retiré dans son appartement de la place Vendôme, entouré de quelques domestiques et protégé par sa gouvernante. Dans son existence régulière et ordonnée surviennent trois événements qui vont réveiller le passé et rendre sa vitalité au vieil homme. Tout d'abord, Perret-Latour reçoit des États-Unis une lettre qui lui apprend que Pat, sa première femme, est à l'hôpital (où elle va bientôt mourir d'un cancer) et que leur fils Donald s'est suicidé, à 42 ans, parce que ses affaires marchaient mal. Pat demande une aide financière pour la famille de Donald et Perret-Latour lui dépêche son correspondant à New York pour satisfaire à son désir.
Ensuite, il reçoit la visite de Jacques, fils de sa seconde femme, qui vient annoncer à son père qu'il se remarie avec une jeune Allemande de 18 ans et qu'il voudrait lancer, une nouvelle fois, une galerie d'art. Lui aussi demande et obtient de l'argent.
Enfin, c'est Nathalie, la fille de Jacques, qui fait appel à son grand-père. Elle est enceinte et voudrait, sans se marier, garder l'enfant. À la surprise de la jeune fille, son grand-père l'approuve et lui promet de trouver une solution « pour sauvegarder l'avenir » de la mère et de l'enfant.
En faveur de Nathalie, le vieil homme retrouve le goût du risque. Il entreprend des démarches qui lui permettent de reconnaître lui-même le bébé sans divulguer l'identité de la mère. L'enfant portera donc le nom des Perret et sera officiellement le fils de celui qui est son arrière-grand-père. Nathalie, elle, échappera au destin d'une mère célibataire et reprendra l'existence d'une fille de son âge. Mais pour Perret-Latour, il y a une vie nouvelle dans son appartement rajeuni...

## Aspects particuliers du roman
Le récit est à la première personne : un homme âgé raconte les événements au fur et à mesure qu’il les vit, avec les retours en arrière indispensables. Le roman est celui de la paternité responsable, mais aussi celui de l’espoir, symbolisé par le motif des noisetiers : il y a des recommencements possibles pour une vieillesse qui ne s’accepte pas comme un terme.

## Fiche signalétique de l'ouvrage

### Cadre spatio-temporel

#### Espace
Paris

#### Temps
Époque contemporaine.

### Les personnages

#### Personnage principal
François Perret-Latour. Président du conseil d’administration de la banque dont il a été le directeur. Marié et divorcé trois fois, trois fils d’âge mûr. 74 ans.

#### Autres personnages
- Pat, première épouse de Perret-Latour, Américaine
- Jeanne Laurent, sa seconde épouse, directrice d’un magazine de mode à Paris
- Jacques, leur fils, et Hilda, seconde épouse de celui-ci
- Nathalie, fille de Jacques, 16 ans
- Mme Daven, gouvernante de Perret-Latour
- Docteur Candille, l’ami de Perret-Latour

## Éditions
- Édition originale : Presses de la Cité, 1969
- Tout Simenon, tome 14, Omnibus, 2003  (ISBN 978-2-258-06055-5)
- Romans durs, tome 12, Omnibus, 2013  (ISBN 978-2-258-09399-7)
- Livre de poche, n° 17904, 2014  (ISBN 978-2-253-17904-7)
- Romans durs, tome 12, Omnibus, 2023  (ISBN 978-2-258-20269-6)

## Adaptations
- 1978 : Il y a encore des noisetiers, téléfilm français réalisé par Jean-Paul Sassy, avec Jacques Dumesnil et Nathalie Juvet
- 1983 : Es gibt noch Haselnußsträucher (de), téléfilm allemand avec Heinz Rühmann

## Source
- Maurice Piron, Michel Lemoine, L'Univers de Simenon, guide des romans et nouvelles (1931-1972) de Georges Simenon, Presses de la Cité, 1983, p. 240-241  (ISBN 978-2-258-01152-6)